# Yealand Conyers
Pour l’article homonyme, voir Yealand.
Yealand Conyers est un village et une paroisse civile du Lancashire, en Angleterre.

## Patrimoine
- Leighton Hall, maison géorgienne du XVIIIe siècle avec extérieur gothique du XIXe siècle.